# Zacchaeus Okoth
Zacchaeus Okoth (ur. 5 lipca 1942 w Nyakach) – kenijski duchowny katolicki, arcybiskup Kisumu w latach 1990-2018.

## Życiorys
Święcenia kapłańskie przyjął 14 listopada 1968 roku. 

## Episkopat
27 lutego 1978 roku został mianowany biskupem diecezji Kisumu. Sakry biskupiej udzielił mu 30 kwietnia 1978 roku Maurice Michael Otunga - ówczesny arcybiskup archidiecezji Nairobi. W dniu 21 maja 1990 roku został mianowany arcybiskupem archidiecezji Kisumu. 
15 listopada 2018 przeszedł na emeryturę.